# Norman Baker (homme politique)
Pour les articles homonymes, voir Norman Baker et Baker.
Norman John Baker, né le 26 juillet 1957 à Aberdeen en Écosse, est un homme politique britannique, membre du parti Libéral-Démocrate. Il a été député (Member of parliament) de Lewes du comté du Sussex de l'Est de 1997 à 2015.
Le 7 octobre 2013, Baker est nommé secrétaire d'État à l'intérieur au sein du gouvernement de coalition de 2010-2015. Baker démissionne de ce poste le 3 novembre 2014.
Il obtient un bachelor en allemand et en histoire en 1978.
Il a publié un livre sur l'affaire David Christopher Kelly : The Strange Death of David Kelly, Methuen, 2007.